# Chliara croesus
Chliara croesus är en fjärilsart som beskrevs av Jacob Hübner 1816. Chliara croesus ingår i släktet Chliara och familjen tandspinnare. Inga underarter finns listade i Catalogue of Life.